# Interrogations
Dans la presse libertaire française, Interrogations peut désigner :
- Interrogations, revue internationale de recherche (1974-1979)
- Interrogations, Pour la communauté humaine (1988-1991)

## Interrogations(1974-1979)
Interrogations est une revue internationale de recherche anarchiste publiée à Paris de 1974 à 1976, puis à Turin (Italie) de 1976 à 1979,.
Revue internationale de recherche anarchiste, Rivista internazionale di ricerche anarchiche, Revista internacional de investigacion anarquista ou International review of anarchist research, la revue publie des articles dans ces quatre langues.
Le premier numéro de la revue trimestrielle paraît en décembre 1974 et le dernier, le numéro double 17-18, en septembre 1979,. L’administration est confiée à Georges Yvernel, et la rédaction à Louis Mercier-Vega,, tous deux à Paris.
La publication se définit comme « une revue plus modeste qui répond à une grande ambition : étudier et analyser les problèmes de la société d’aujourd’hui suivant des critères libertaires ; aller plus loin parce que nous sommes au-delà de la simple réédition de nos classiques. Avoir et transmettre une information en marge des agences de propagande et du conformisme. Suivre et exploiter les expériences à caractère anarchiste dans le monde. Abandonner le terrain facile des certitudes et semer l’inquiétude puisque nous considérons les militants comme des adultes et que, de plus, nous respectons nos lecteurs. »,,.

## Interrogations(1988-1991)
Groupe et publication issus du groupe L'Insécurité sociale, la revue Interrogations pour la communauté humaine paraît de 1988 à 1991. On y retrouve des inspirations à la fois ultra-gauche (l'origine du groupe) et anarchistes.[réf. souhaitée]